# Голівочка двозагострена
Голівочка двозагострена (Cephalozia bicuspidata) — вид печіночників порядку юнгерманіальних (Jungermanniales).

## Поширення
Вид-космополіт.
Росте у свіжих або вологих місцях у лісах, на набережних і узбіччях доріг. Воліє заселяти безвапняний ґрунт, рідше безвапняні скелі або гнилу деревину.

## Характеристика
Утворює густі килимки від зеленого до червонувато-коричневого кольору. Розпростерті розгалужені рослини мають довжину до 2 сантиметрів, а їх гілки мають ширину близько 1 міліметра. Часто присутні столони і джгутикові пагони. Клітини пластинки мають розміри від 20 до 45 мкм на 33-70 мкм біля основи листя і зазвичай не містять масляних тілець.